# Bedhead (banda)
Bedhead fue una banda estadounidense de indie rock con sede en Texas activa desde 1991 hasta 1998. Sus miembros fueron Matt y Bubba Kadane (voz y guitarra), Tench Coxe (guitarra), Kris Wheat (bajo) y Trini Martinez (batería). La banda lanzó varios EP y tres LP en Trance Syndicate, realizando giras de forma intermitente. La música de Bedhead se caracterizaba por ser tenue, con tres guitarras eléctricas y un bajo eléctrico sobre voces cantadas o habladas. Allmusic apodó al grupo "la banda de indie rock por excelencia", y Tiny Mix Tapes le dio a su último álbum Transaction de Novo la máxima puntuación de 5/5.
En 1999, un año después de la ruptura de Bedhead, Matt y Bubba Kadane formaron The New Year, una banda de estilo similar al de Bedhead.

## Historia

### Fundación
Las raíces de la banda se remontan a la infancia de los hermanos Matt y Bubba Kadane cuando estos tocaban juntos de niños en Wichita Falls, Texas. Posteriormente lo harían en Dallas, Texas. El baterista Trini Martinez fue la primera incorporación a la banda del dúo en 1990, seguido por el guitarrista Tench Coxe y el bajista Kris Wheat. La banda empezó a denominarse  Bedhead en 1991. Después de su debut en Austin a principios de 1992 lanzaron dos primeros sencillos en el sello discográfico con sede en Dallas Direct Hit Records, uno en 1992 y otro en 1993.

### WhatFunLifeWas(1994)
En 1993 la banda llamó la atención de King Coffey, baterista de Butthole Surfers y fundador de Trance Syndicate Records, quien los fichó para su sello poco después de escucharlos. El álbum debut de Bedhead, WhatFunLifeWas, fue lanzado en 1994, con críticas positivas. Sputnik Music lo calificó con 4/5 estrellas, y recibió 4.5/5 estrellas de Allmusic.
Sputnik Music señalaba que los temas del álbum abarcaban la pérdida y la depresión, "pero con un sentido de lo profundo. WhatFunLifeWas es un álbum modesto; slow indie rock con un toque de épica, que, a partir de su aflicción consigue crear un ambiente serenamente personal." Allmusic refirió el uso cuidadoso de dinámicas fuertes y suaves, afirmando: "Las diferentes comparaciones con la Velvet Underground, Joy Division y Spacemen 3 tienen cierto sentido, pero... Bedhead es más el resultado de sensibilidad individual... que de una simple mezcla de influencias".
Antes de su segundo LP, Bedheaded, lanzaron dos EP. El primero, una grabación en directo del 31 de marzo de 1994, titulada 4songCDEP19:10. El grupo acometió su primera gira extensa a mediados de 1995, y lanzó el EP The Dark Ages en febrero de 1996.

### Beheaded(1996)
Su segundo LP, Beheaded, fue lanzado en Trance Syndicate el 24 de octubre de 1996 recibiendo 4/5 estrellas en la web Allmusic, con una crítica positiva que afirmaba "en el corazón de la banda está ese sonido indie rock cuyo rastro conduce hasta los temas más tranquilos de la Velvet Underground. Un trío de guitarras establece acompañamientos corrientes y rasgados; las voces alternan las partes cantadas con tímidas partes habladas; el baterista mantiene un pulso perezoso. Sin embargo, con Bedhead estos elementos están tan perfectamente ejecutados que la música parece tocarse a sí misma. Beheaded representa otra parada en el camino de la cocción lenta, el auge y la perfección del indie rock/pop".

### Transaction de Novo(1998)
Su último LP, Transaction de Novo, fue grabado por Steve Albini y lanzado en 1998. Apartándose de su sonido habitual, Transaction De Novo presentaba canciones más aceleradas y distorsionadas que sus predecesoras. El disco recibió 4.5/5 estrellas de Allmusic, con una crítica positiva que decía: "Es difícil imaginar que el grupo mejore mucho más este sonido." El álbum recibió una puntuación perfecta de 5/5 de Tiny Mix Tapes.

### Después de Bedhead
Bedhead se separó poco después del lanzamiento de Transaction De Novo, en 1998. Después de su ruptura, el sencillo "Lepidoptera/Leper" en 10" fue lanzado en octubre de 1998 en Trance Syndicate. A esto siguió Macha Loved Bedhead, el 25 de abril de 2000: una colaboración entre los Kadane Brothers y Macha lanzado en Jetset Records. Después de la separación de la banda, el guitarrista Tench Coxe obtuvo un doctorado en Literatura Rusa por la Universidad de Columbia.
The New Year y Overseas
Los hermanos Kadane formaron The New Year, y firmaron con Touch and Go Records. En 2012, aún tocando con The New Year, Bubba y Matt Kadane formaron Overseas con David Bazan de Pedro The Lion y Will Johnson de Centro-matic. Su álbum debut fue lanzado el 11 de junio de 2013.

## Estilo
La música de Bedhead era generalmente apagada y triste, con un sonido polifónico basado en el entrelazamiento de melodías de una sola línea tocadas por tres guitarras eléctricas y un bajo eléctrico (a menudo tocado con una cejilla), casi siempre usando sonidos limpios (sin distorsión), lo que llevaba a compararlos con la Velvet Underground.
Según Allmusic, "Lo que distinguía [a Bedhead] era la manera de combinar las modestas ambiciones [del indie rock] con la cuidadosa construcción de canciones y la sensación de máxima emoción del rock & roll. Fue la banda de indie rock por excelencia porque entregó algo de lo mejor que el género es capaz: voces cotidianas que realmente funcionan, melodías hermosas (aunque no sea comercial, esta música no tiene que resultar indigerible), y dinámica capaz de aplastar al oyente."
A menudo la parte vocal se grababa tan baja que era difícil  descifrar su contenido. Este sonido inusual fue etiquetado por algunos críticos como "slowcore", describiendo con ello los tempos lentos de muchas de las canciones de la banda, aunque los miembros de Bedhead siempre se opusieron a dicha etiqueta en las entrevistas. [cita requerida] En realidad, muchas de las canciones del grupo solo comienzan lentamente antes de ganar velocidad, intensidad y volumen. Bedhead también experimentó con tempos poco comunes en la música rock, tocando algunas canciones en 7/8 o 5/4. [cita requerida]

## Miembros
- Matt Kadane (guitarra eléctrica, voz)
- Bubba Kadane (guitarra eléctrica, voz)
- Tench Coxe (guitarra eléctrica)
- Kris Wheat (bajo eléctrico)
- Trini Martinez (percusión)

## Discografía

### Álbumes de estudio
| Año  | Título                                                               | Detalles del lanzamiento                                                              |
| ---- | -------------------------------------------------------------------- | ------------------------------------------------------------------------------------- |
| 1994 | WhatFunLifeWas                                                       | - Lanzamiento: 4 de abril de 1994 - Sello: Trance Syndicate - Formato: LP, CD, CS, DL |
| 1996 | Beheaded                                                             | - Lanzamiento: 24 de octubre de 1996 - Sello: Trance Syndicate - Formato: LP, CD, DL  |
| 1998 | Transaction de Novo                                                  | - Lanzamiento: 10 de febrero de 1998 - Sello: Trance Syndicate - Formato: LP, CD, DL  |
| 2014 | 1992–1998 (caja)                                                     | - Lanzamiento: 2014 - Sello: Numero Group - Formato: 5xLP, 4xCD, DL                   |
| 2015 | Live 1998 (álbum en directo, edición en LP titulada Live In Chicago) | - Lanzamiento: 18 de abril de 2015 - Sello: Numero Group - Formato: LP, CD, DL        |

### EPs
| Año  | Título                          | Detalles                                                                                          |
| ---- | ------------------------------- | ------------------------------------------------------------------------------------------------- |
| 1994 | 4songEP19:10 (EP en directo)    | - Lanzamiento: 31 de marzo de 1994 (grabado) - Sello: Trance Syndicate - Formato: 12", CD, CS, DL |
| 1996 | The Dark Ages                   | - Lanzamiento: 20 de febrero de 1996 - Sello: Trance Syndicate - Formato: 10", CD, DL             |
| 2000 | Macha Loved Bedhead (con Macha) | - Lanzamiento: 25 de abril de 2000 - Sello: Jetset Records - Formato: CD, DL                      |

### Sencillos
| Año  | Título                             | Lanzamiento              | Notas                                   |
| ---- | ---------------------------------- | ------------------------ | --------------------------------------- |
| 1992 | "Bedside Table/Living Well"        | Sencillo con 2 canciones | Direct Hit Records                      |
| 1993 | "The Rest of the Day/I'm Not Here" | Sencillo con 2 canciones | Direct Hit Records                      |
| 1998 | "Lepidoptera/Leper"                | Sencillo con 2 canciones | Trance Syndicate, 20 de octubre de 1998 |

### Recopilatorios
- 1995: Recopilatorio Cinco Anos (Trance Syndicate) - track "The Dark Ages"

### Inédito
- 1995: Untitled Collection of Jazz Standards (Leaning House)

### Versiones
| Año  | Canción         | Artista que realiza la versión | Notas          |
| ---- | --------------- | ------------------------------ | -------------- |
| 2008 | "Bedside Table" | Adem Ilhan                     | Domino Records |

## Para saber más
- Bedhead Biography en Allmusic (en inglés)